# Josef Pleskot
Josef Pleskot (* 3. prosince 1952, Písek) je český architekt.
Za své realizace získal řadu ocenění a jeho stavby pravidelně reprezentují českou architekturu v mezinárodních přehlídkách. V roce 2009 byl v odborné anketě organizované časopisem Reflex zvolen nejvýznamnější osobností české architektury dvacetiletí 1990–2009.

## Životopis a kariéra
Vystudoval Fakultu architektury ČVUT v Praze (1979), kde následně až do roku 1982 vyučoval na katedře teorie a vývoje architektury. V letech 1982–1991 byl zaměstnán v Krajském projektovém ústavu, v ateliéru G-16. Roku 1990 se na svou alma mater krátce vrátil jako pedagog, od roku 1991 vede v pražských Holešovicích vlastní architektonickou kancelář AP atelier. Od roku 1997 je členem Spolku výtvarných umělců Mánes.
V roce 2014 získal titul „Architekt roku“, a to za „pokračující sérii architektonických realizací, které patří k oborové špičce toho, co vzniká v České republice. V tomto roce především za unikátní revitalizaci postindustriální čtvrti Dolní oblasti Vítkovic“.
V roce 2023 nový prezident Petr Pavel oznámil, že chce s Josefem Pleskotem spolupracovat na dalším rozvoji Pražského hradu. 

## Dílo
Ve své tvorbě se inspiroval českou moderní tradicí, v 80. letech zkoumal možnosti postmodernismu a neofunkcionalismu. Tvůrčím pojímáním architektonického výrazu dokázal ve svých dílech uplatnit specifickým způsobem nejrůznější architektonické tvarosloví a řešit široký okruh zakázek - od rodinných domů, přes veřejné stavby až po rozsáhlé bytové, administrativní či výrobní areály.  Zabývá se rovněž veřejným prostorem (krajina, městská krajina) a revitalizací sídlišť. Významný český teoretik Rostislav Švácha zařadil do své knihy Česká architektura a její přísnost: padesát staveb z let 1989–2004 hned pět Pleskotových budov [které?]. 

### Realizovaná díla (výběr)

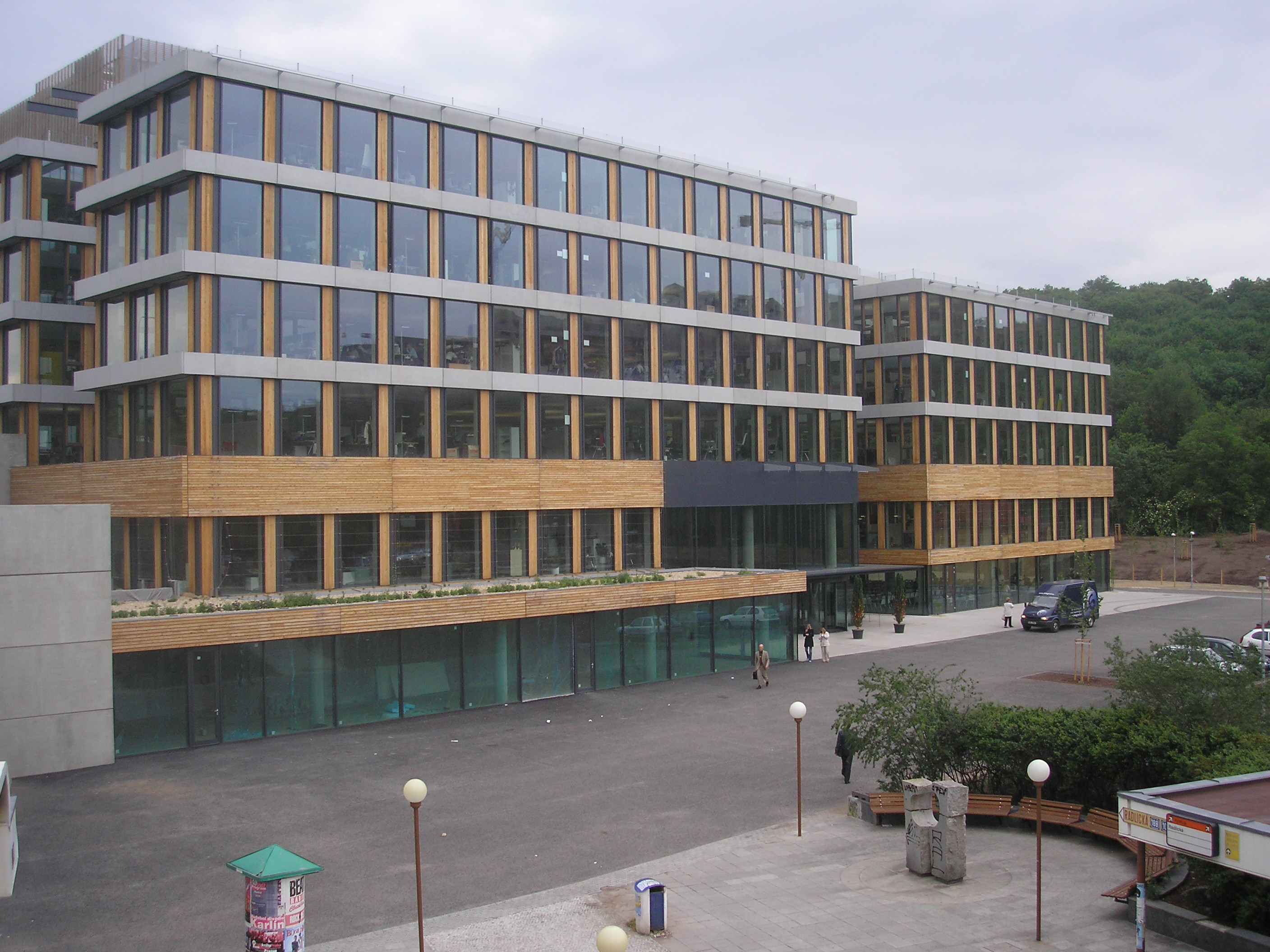
Nová budova ústředí ČSOB v Praze–Radlicích těsně po dokončení v roce 2007

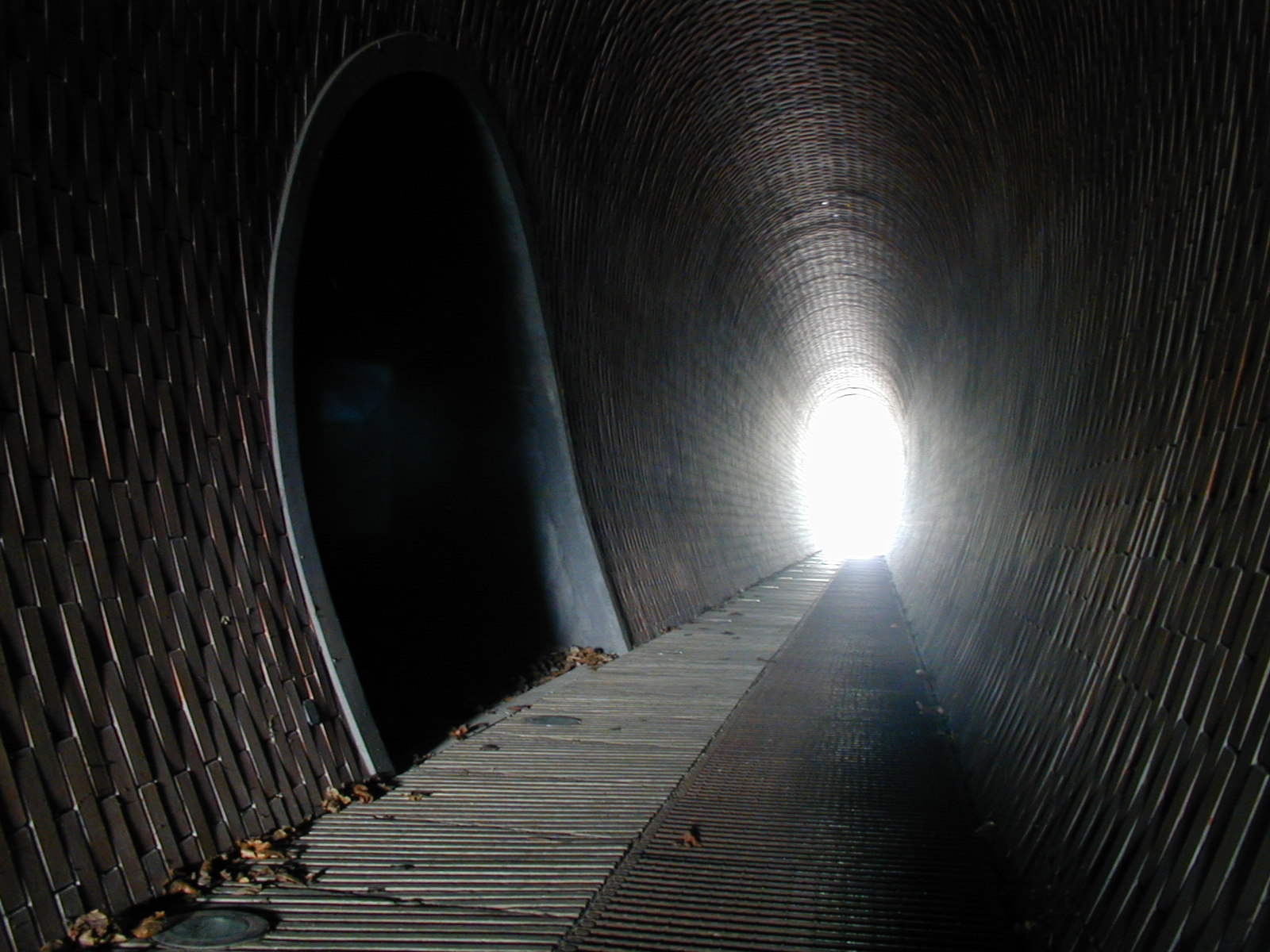
Tunel v Jelením příkopu na Pražském hradě

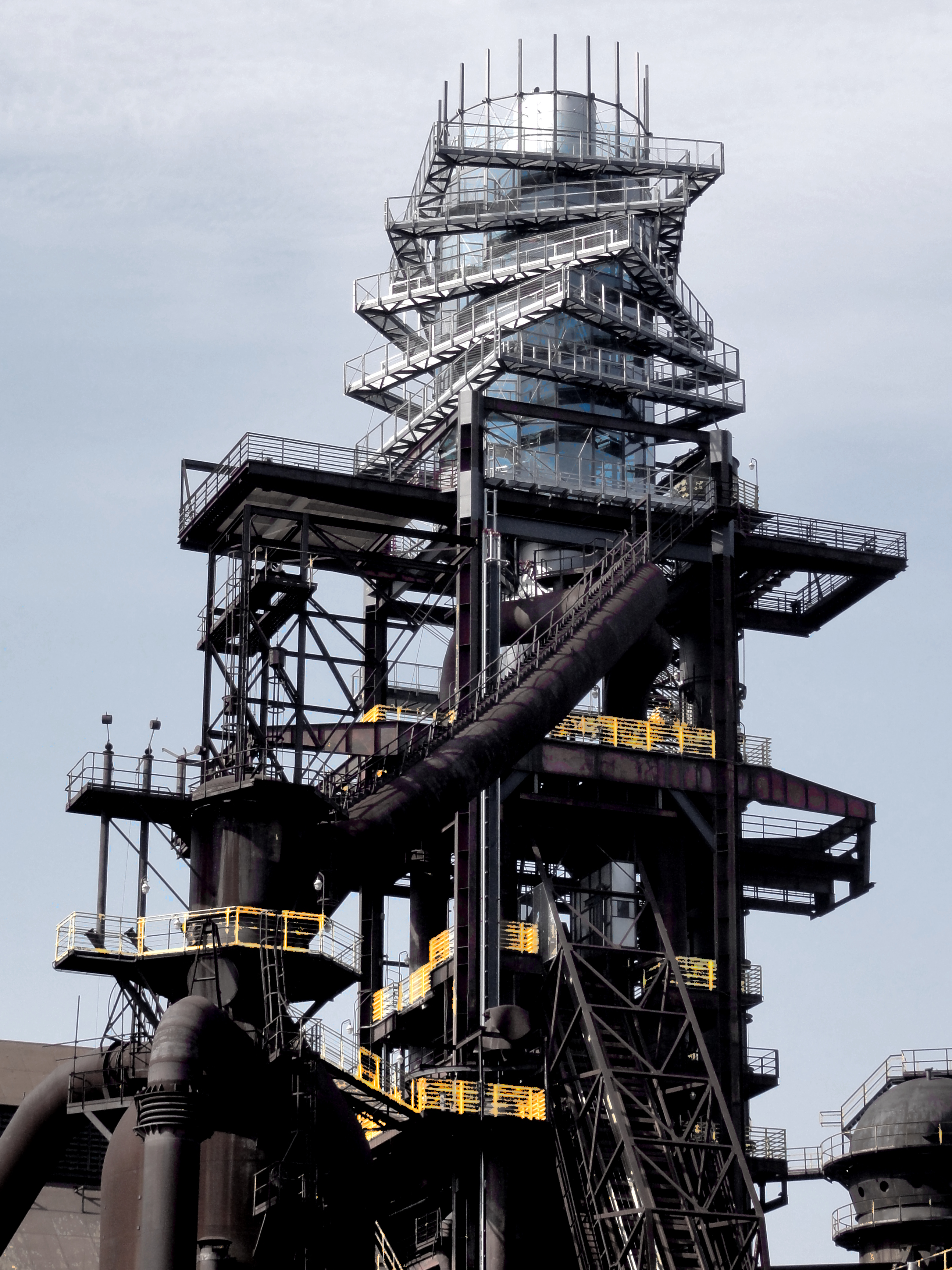
Ostravská věž Bolt Tower, na jejíž rekonstrukci spolu s celými Vítkovicemi se Pleskot podílel

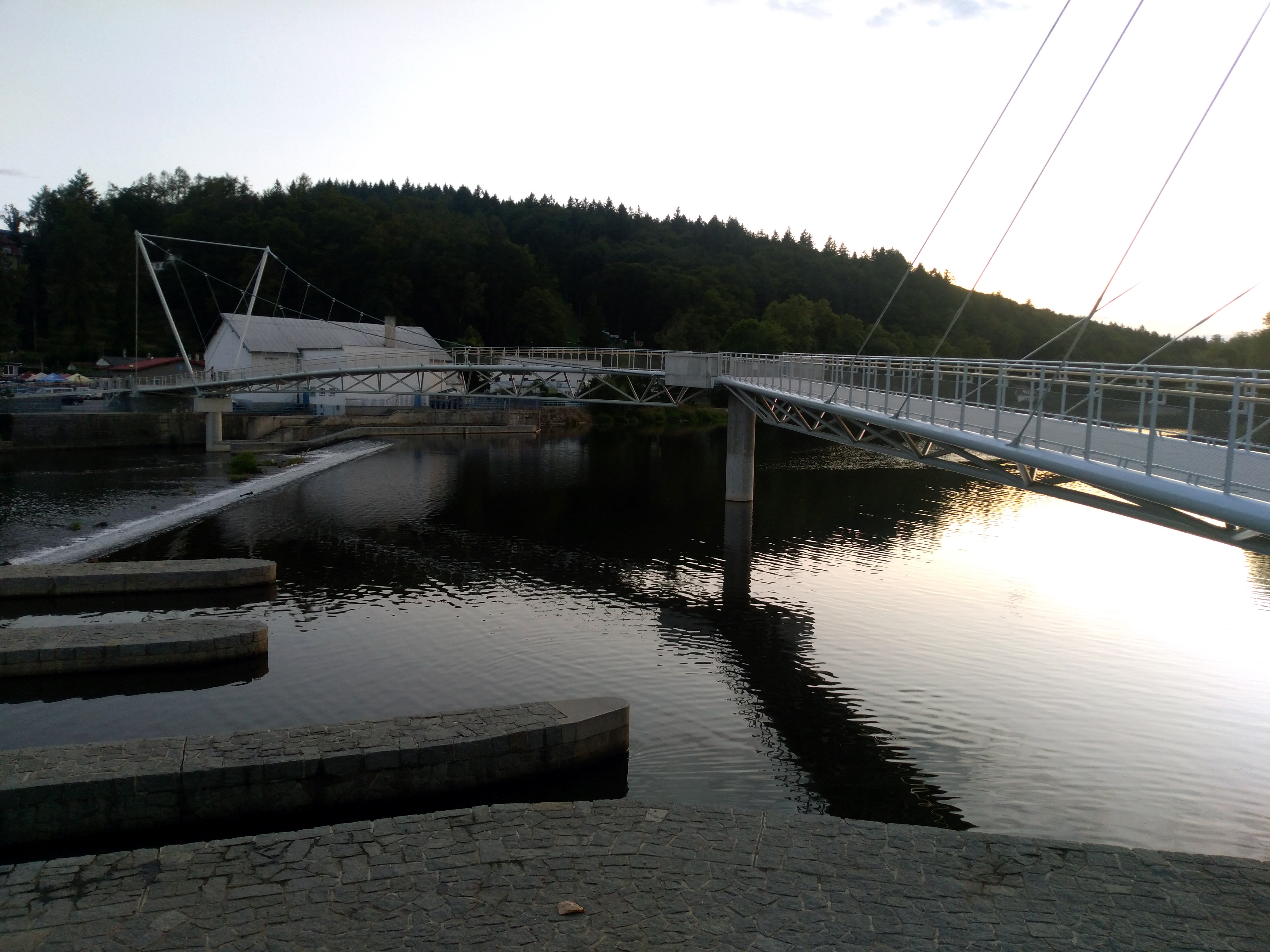
Lávka Dagmar Šimkové v Písku otevřená v roce 2018

- 1989 Střední odborné učiliště v Benešově
- 1993 továrna firmy Megafyt R ve Vraném nad Vltavou (1. etapa)
- 1995 vila ve Vraném nad Vltavou
- 1995 rekonstrukce radnice v Benešově
- 1995 rekonstrukce Lvího dvora na Pražském hradě
- 1995 Továrna Megafyt R ve Vraném nad Vltavou (2. etapa)
- 1999 bytový dům v Horažďovicích
- 2000 administrativní budova BDO v Praze
- 2000 administrativní centrum Palmovka Park v Praze-Libni
- 2001 Generální konzulát České republiky v Mnichově
- 2002 průchod valem Prašného mostu na Pražském hradě
- 2002 bytové domy U nemocnice v Litomyšli
- 2002 úprava sídliště Komenského náměstí v Litomyšli
- 2002 úprava nábřeží řeky Loučné v Litomyšli
- 2004 Výchovně-vzdělávací zařízení Zoo Praha
- 2006 Ústředí ČSOB, Praha–Radlice
- 2006 rekonstrukce zámeckého pivovaru v Litomyšli
- 2007 vinařský dům Sonberk v Popicích
- 2008 zastřešení hospodářského dvora Nosticova paláce pro MKČR v Praze
- 2010 administrativní a obchodní centrum Nová Palmovka
- 2010 revitalizace průmyslového areálu Vítkovických železáren, Ostrava:[6]
  - multifunkční aula Gong (2011–2012)
  - Svět techniky (2014)
  - Bolt Tower (2015)
- 2011 rekonstrukce Kostela Svaté rodiny v Českých Budějovicích[7]
- 2014 stavební úpravy a interiér výstavních ploch Galerie Zdeněk Sklenář, Salvátorská 6, Praha 1[8]
- 2018 Lávka Dagmar Šimkové přes Otavu, Písek[9]
- 2018 Oltář v kostele Nejsvětějšího srdce Páně, Praha, spolupráce: Norbert Schmidt, Oltář realizoval sochař Petr Váňa. Posvěcen byl 24. listopadu 2018.[10] Oltář byl zaplacen díky sbírce mezi farníky. Oba architekti provedli návrh oltáře bez nároku na honorář.[11]
- 2022 lávka přes Berounku v pražském Radotíně[12]

## Ocenění (výběr)
- 1993 Grand Prix Obce architektů – čestné uznání (továrna Megafyt R ve Vraném nad Vltavou, 1. etapa)
- 1995 Grand Prix Obce architektů – hlavní cena (rekonstrukce radnice v Benešově)
- 1995 Grand Prix Obce architektů – čestné uznání (vila ve Vraném nad Vltavou)
- 1995 Grand Prix Obce architektů – čestné uznání (rekonstrukce Lvího dvora na Pražském hradě)
- 1999 Grand Prix Obce architektů – čestné uznání (Galerie AP v Praze)
- 2000 Grand Prix Obce architektů – cena (bytový dům v Horažďovicích)
- 2000 Grand Prix Obce architektů – cena (průchod valem Prašného mostu na Pražském hradě)
- 2003 cena Miese van der Rohe – finalista (průchod valem Prašného mostu na Pražském hradě)
- 2004 Brick Award – hlavní cena (průchod valem Prašného mostu na Pražském hradě)
- 2004 Piranesi Award – čestné uznání (Generální konzulát ČR v Mnichově)
- 2008 Grand Prix Obce architektů – hlavní cena (Ústředí ČSOB Group v Praze-Radlicích)
- 2008 LEED (Leadership in Energy and Environmental Desig) – zlatý certifikát (Ústředí ČSOB v Praze–Radlicích)
- 2009 cena Miese van der Rohe – nominace (Ústředí ČSOB Group v Praze-Radlicích)
- 2014 Architekt roku – za návrh centra Svět techniky v Ostravě[13]
- 2022 Cena města Ostravy "...za mimořádný přínos pro rozvoj města v oblasti architektury..."[14]

## Výstavy
- Josef Pleskot: Města, Museum Kampa, Praha, 5. listopadu 2022 - 12. února 2023[15]

## Publikace
- PLESKOT, Josef. Josef Pleskot : rozhovory 1989-2019. Příprava vydání Norbert Schmidt, Karolina Jirkalová. Praha: Arbor vitae, 2021. 491 s. ISBN 978-80-7467-157-9.

### Audiovizuální dokumenty
- Josef Pleskot, Dolní oblast Vítkovice. 1. část. ČR 2010. Scénář a režie Alena Hanzlová. Dokumentární film, 23 min. Dostupné také z:https://www.youtube.com/watch?v=Vvu2OckoHUU&t=226s&ab_channel=Gaaleriie
- Cesty Josefa Pleskota. ČR, 2016. Scénář a režie Jana Chytilová. Dokumentární film, 52 min. Dostupné také z: https://www.ceskatelevize.cz/porady/11002512490-cesty-josefa-pleskota/